# Criptopòrtic de Las Gabias
El criptopòrtic de Las Gabias, que durant anys es va identificar com a baptisteri, és una estructura subterrània que forma part del conjunt arqueològic de la vil·la romana de Las Gabias, que conté altres edificacions encara sense excavar. Tot i que la vila romana comença la seva activitat des del segle I, es pensa que el criptopòrtic data de mitjans del segle iv d'acord amb la rica decoració que albergava, desapareguda majoritàriament actualment.
Tot i que el jaciment ja va ser protegit com a Monument el 1931, el 2004 va ser inscrit com a Bé d'Interès Cultural a la categoria de Zona Arqueològica.

## Història
El jaciment va ser descobert en 1920 per Francisco Rodríguez Serrano, terratinent d'aquesta localitat de la província de Granada, llaurant una finca al paratge de la MataGrande. Rodríguez va trobar el que en principi creia que era una mina, i que va resultar que era part del que quedava d'un criptopòrtic romà únic a Espanya. Va realitzar les primeres excavacions pel seu compte, emprant per a això diversos paletes de la localitat. En morir, la propietat va ser heretada pels seus descendents que s'han fet càrrec de la custòdia del monument.
La primera excavació tècnica va ser realitzada per l'arqueòleg Juan Cabré Aguiló, nomenat director de l'excavació el 8 de maig de 1921 amb un pressupost de 7.000 pessetes, que va arribar al jaciment un any més tard i va descobrir el mal estat en què es trobava. Els estudis publicats per Cabré van ser ratificats pel també arqueòleg Leopoldo Torres Balbás, que el 1929 va reconstruir algunes parts del complex per evitar els continus saquejos que s'estaven produint al monument. Per això, va reconstruir les escales d'accés, la cúpula de les escales de caragol i la gran cúpula central amb restes que es trobaven in situ (procés denominat anastilosi). Segons Cabré, aquestes restes van pertànyer a un possible «baptisteri romà d'Orient», encara que als anys 1980 Manuel Capel Margarito va declarar que les ruïnes van pertànyer a una síntesi de capella, baptisteri, mausoleu i habitatge del segle V. Això no obstant, les últimes investigacions apunten a la funcionalitat de l'estructura com a criptopòrtic del segle iv.
Després de la mort de l'última hereva de Francisco Rodríguez sense descendència el 2018, la propietat del criptopòrtic va passar a mans de la Delegació d'Hisenda. A finals de novembre del 2020 es va dissenyar un projecte amb un pressupost de 7.500 euros per tancar i netejar el monument.

## Descripció

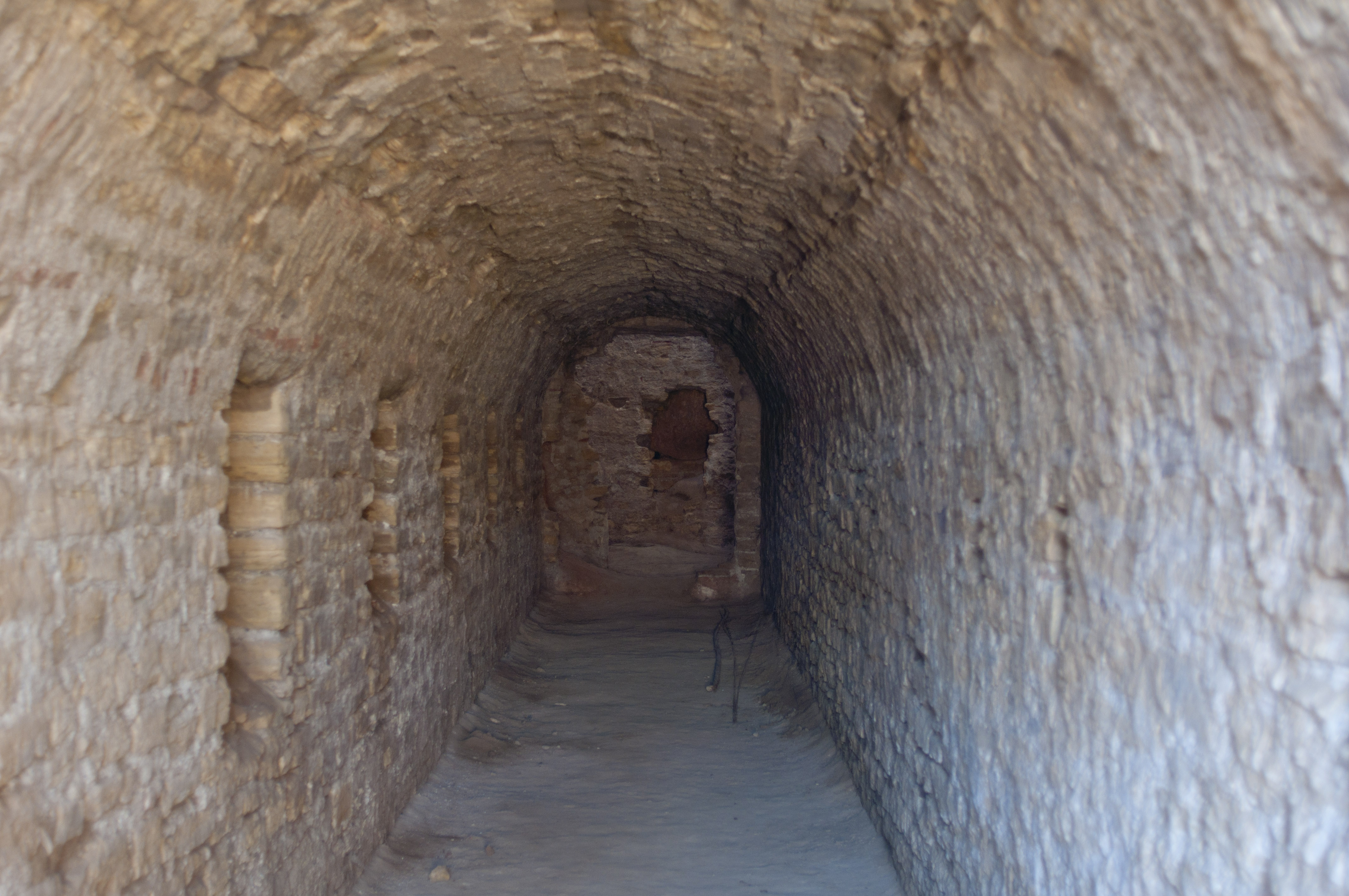
Túnel d'accés a la sala principal.

Del monument es conserva una cambra quadrada precedida per una llarga galeria feta de maçoneria també construïda sota terra. Aquesta galeria, de 2,1 m d'amplada per 2,8 m d'alçada, i amb una longitud conservada de 30,5 m, té una coberta amb volta de canó i set lluernes situats a un metre d'alçada del terra. A través d'una porta d'1,6 m de va per 1,9 m de profunditat, s'accedeix a la cambra, que també connecta directament amb la superfície per mitjà d'una escala de cargol, situada a l'angle nord-est, de la qual es conserven dinou esglaons fets de pedra sorrenca. La càmera presenta una planta de 4,2 per 3,8 metres, amb absis rectangular a la paret oposada a l'escala. L'absis sobreelevat mesura 2,7 per 1,35 m i té una alçada de 2,80 m, amb coberta voltada. La càmera presenta una finestra de doble esqueixada a la part alta de cadascuna de les parets i, pel que sembla, es cobria mitjançant cúpula, encara que aquesta no s'ha conservat. Al centre de la cambra hi havia una petita pileta octogonal on arribava mitjançant una canonada de plom una conducció d'aigua procedent de la superfície i encastada a la paret de l'absis.
A la cambra hi havia una decoració mixta combinant mosaic i opus sectile gairebé totalment perduda. D'aquesta decoració, segons els resultats de l'excavació duta a terme per Juan Cabré Aguiló el 1922, encara es podia veure part del sòcol, construït per una franja de plaques de marbre blanc llises, de 3 dm d'alçada per a la càmera i una mica menys l'absis. Sobre aquest sòcol es van localitzar en alguns llocs plaques de serpentina i altres marbres de diferents colors, d'uns 4 cm d'amplada. També se sap que a l'arrencada de la volta de l'absis van aparèixer restes d'un mosaic policrom amb profusió de tessel·les de pasta vítria, i que a la paret del fons hi havia dues fornícules.

## Cobertura mediàtica
El criptopòrtic es va popularitzar a causa de la seva aparició en dues ocasions a la televisió nacional espanyola. La primera ocasió, al programa Crónicas marcianas el 2002, el reporter Javier Cárdenas feia una entrevista en to d'humor a les netes del descobridor. Tot i això, el reportatge de Callejeros el 2006 va tenir molta més repercussió i es va convertir en un fenomen d'internet.